# Kurzer Wasen-Roter Wasen
Kurzer Wasen-Roter Wasen ist ein mit Verordnung des Regierungspräsidiums Stuttgart vom 8. Mai 1998 ausgewiesenes Naturschutzgebiet (NSG-Nummer 1230) auf dem Gebiet der Gemeinde Weilheim an der Teck im baden-württembergischen Landkreis Esslingen.

## Lage
Das aus zwei Teilen (Kurzer Wasen 6 ha, Roter Wasen 23 ha) bestehende und insgesamt 29,1 Hektar große Naturschutzgebiet liegt am Albtrauf südöstlich der Stadt Weilheim an der Straße Richtung Gruibingen auf einer Höhe von 490 bis 590 Meter NN und gehört zur naturräumlichen Einheit der „Lauter-Lindach-Randbucht“ im Mittleren Albvorland. Die beiden Teilgebiete liegen rund einen Kilometer voneinander entfernt. Es handelt sich um typische Wacholderheiden auf saurem Untergrund.

## Schutzzweck
Schutzzweck ist die Erhaltung der vielfältigen wertvollen Biotopstrukturen als Lebensräume gefährdeter Tiere und Pflanzen. Die größte Rolle spielen hierbei die Heideflächen, aber auch strukturreiche Wälder, Waldsäume und Verbuschungsstadien. Eine Erhaltung und Entwicklung des Gebietes ist sowohl aus wissenschaftlichen, landeskundlichen und kulturellen Gründen als auch wegen seiner landschaftlichen Vielfalt, Eigenart und Schönheit erstrebenswert. Die beiden Wasen wurden jahrhundertelang als Schafweide genutzt.
Man findet Halbtrockenrasen mit einigen wechselfrischen Bereichen als Lebensraum für Herzblatt, Mücken-Händelwurz, Heil-Ziest, Purgier-Lein, Blaugrüne Segge, Fransen-Enzian und Deutschen Enzian. An lückigen, ausgehagerten Stellen tritt die Mager-Fettweide (Rotschwingel-Magerweide) zurück und Arten der Flügelginster-Borstgrasweide bestimmen die Artenzusammensetzung. Insbesondere diese Borstgrasheiden stellen heute in Tieflagen und im Mittelgebirge eine stark bedrohte Pflanzengesellschaft dar, die auch aus wissenschaftlichen Gründen (Pflanzensoziologie) von hoher Bedeutung ist.